# Michał Kaczmarkowski
Michał Kaczmarkowski (ur. 24 września 1934 w Lesznie, zm. 26 marca 2003 w Lublinie) – profesor KUL, językoznawca.
Na przełomie lat 50. i 60. studiował na Katolickim Uniwersytecie Lubelskim. Obronił dwa magisteria: z teologii dogmatycznej (1961) i filologii klasycznej (1962). Doktorat uzyskał w 1971 na Uniwersytecie im. Adama Mickiewicza w Poznaniu. Dydaktycznie pracował na KUL, gdzie przeszedł szczeble kariery akademickiej od asystenta do profesora. Habilitację otrzymał w 1984 roku na podstawie rozprawy Nominalne grupy syntaktyczne łaciny okresu klasycznego. Stanowisko profesora nadzwyczajnego uzyskał w 1992.
Na KUL kierował Katedrą Językoznawstwa Ogólnego. Wraz z Eugeniuszem Wiśniowskim założył w 1977 roku Ośrodek Kultury Niderlandzkiej, dzięki czemu rozwinęła się Katedra Literatury i Języka Niderlandzkiego KUL oraz powstał nowy kierunek studiów - filologia niderlandzka (niderlandystyka). Był znanym językoznawcą, specjalistą w zakresie filologii łacińskiej (szczególnie łaciny wczesnochrześcijańskiej) i języka niderlandzkiego. W latach 1987–1989 pełnił funkcję prodziekana Wydziału Nauk Humanistycznych. Zasiadał w Radzie Naukowej czasopisma "Vox Patrum", komitecie redakcyjnym "Roczników Humanistycznych KUL". Należał do Polskiego Towarzystwa Filologicznego, Towarzystwa Naukowego KUL. Prowadził seminarium doktoranckie. W 2001 w roku przejścia na emeryturę, otrzymał Medal za zasługi dla Katolickiego Uniwersytetu Lubelskiego.
Żonaty był z Teresą Kaczmarkowską, córka Dorota Kaczmarkowska jest psychologiem - psychoterapeutą.